# Pterozonium tatei
Pterozonium tatei là một loài thực vật có mạch trong họ Adiantaceae. Loài này được A.C. Sm. miêu tả khoa học đầu tiên năm 1931.